# Edmund Rottler
Edmund Rottler (* 25. Juni 1966) ist ein ehemaliger deutscher Fußballtorwart. Er absolvierte für Energie Cottbus ein Spiel in der 2. Fußball-Bundesliga.

## Karriere
Rottler spielte in seiner Jugend beim SV Obereschach und beim BSV Schwenningen. 1991 wechselte er zum KFC Uerdingen 05, wo er bis 1994 blieb. Anschließend wurde er vom SSV Reutlingen 05 verpflichtet. 1996 spielte er mit SK Vorwärts Steyr in der österreichischen Bundesliga. Dort absolvierte er elf Spiele und erhielt dabei 22 Gegentore. Nach dem Abstieg wechselte Rottler 1996 zum FC Energie Cottbus und blieb dort bis zu seinem Karriereende 1999. In der Saison 1996/97 kam er zu seinem ersten Einsatz in der Regionalliga Nordost. Nach dem Aufstieg in die 2. Bundesliga absolvierte Rottler am 9. August 1998 zu seinem ersten Zweitligaeinsatz, als er im Spiel gegen die Tennis Borussia Berlin in der 71. Minute nach einer Verletzung von Tomislav Piplica eingewechselt wurde.